# 下菰城遺址
下菰城遺址是浙江省湖州市吳興區境內的一處先秦古城址，地處湖州市南郊道場鄉（原雲巢鄉窯頭村），背靠和尚山，面臨東苕溪，占地近0.7平方公里。
下菰城遺址是東南各省市古城遺址中年代最早、保存最完整的一座。2001年被列入第五批全國重點文物保護單位。

## 歷史
據文獻記載，戰國末，楚相春申君黃歇改封江東後，于吳墟西南立菰城縣，因此可知下菰城遺址當年曾作菰城縣之治所，且菰城之名始於此。秦始皇二十五年（公元前222年），秦滅楚，改菰城為烏程，縣治仍設於斯，直至秦亡漢興之際才北移至楚霸王項羽建的子城（項王城，今湖州城址）。
下菰城是湖州建城2200餘年歷史的開始，是湖州「祖城」。但據考古調查發現，下菰城的始築年代當在春秋甚至更早，戰國末曾修築與擴建。因此有專家認為，菰城當建于春秋時，原是吳國屯兵之城，後廢棄。

## 結構
據戰國《周禮·考工記》，古代城市按“前朝後市”規則建設，下菰城便是如此。下菰城有內、外兩道城垣，平面均呈圓角等邊三角形。城內地坪除自西北向東南自然傾斜外，仍可見明顯的高臺和水塘遺跡。內城（包括城垣在內）面積約16萬平方米；外城（包括城垣在內並扣去內城面積）面積約44萬平方米。下菰城城垣均為泥土夯築而成，斷面呈梯形，外側陡而內側緩，平均高度9米。內、外城垣外側都環有30米寬的壕溝。內城正南有一闕口，闕口前有許多池塘，以前應是一條護城河。再向南200米，就是苕溪，所以這個闕口就是下菰城的南大門。
現下菰城遺址內城築有下菰城遺址紀念牆，花崗岩砌成，高3米，寬18米，牆面刻有下菰城的歷史文案。